# Proptisht
Proptisht là một xã trong quận Pogradec thuộc hạt Korçë, Albania. Dân số năm 2005 là 6934 người.